# Diastole matafaoi
Diastole matafaoi foi uma espécie de gastrópodes da família Helicarionidae.
Foi endémica da Samoa Americana.